# Dioscorea vilis
Dioscorea vilis là một loài thực vật có hoa trong họ Dioscoreaceae. Loài này được Kunth mô tả khoa học đầu tiên năm 1850.